# 长治学院附属太行中学校
长治学院附属太行中学校，或简称太行中学，曾用名晋东南师专附中，是一所位於中華人民共和國山西省长治市的全日制公辦中學。创办于1959年。

## 历史沿革
长治学院附属太行中学校的历史可以追溯到1959年，建校初期借用潞安中学（现长治市第十五中学）校舍，校名为晋东南师范专科学校附属中学。
1960年7月，师范专科学校停办，附中更名为“山西省太行中学”。1966年6月，文化大革命开始，1971年“晋东南地区太行五七大学”成立，太行中学停办。1973年初，晋东南地委撤销五七大学，太行中学复办。
1979年1月，国务院批准晉東南師範專科學校复校，太行中学改名为师专附中，当时的校址在长治市郊文卫街中段。
1981年，该校被确定为山西省首批重点中学。2004年，长治学院成立，师专附中也同步更名为长治学院附属太行中学。

## 学校规模与学校设施
学校现仅有一个校区，位于长治市潞州区城西北路67号。学校的东面为长治学院北校区，西边毗邻海军飞行长治学校，南边为山西机电职业技术学院。

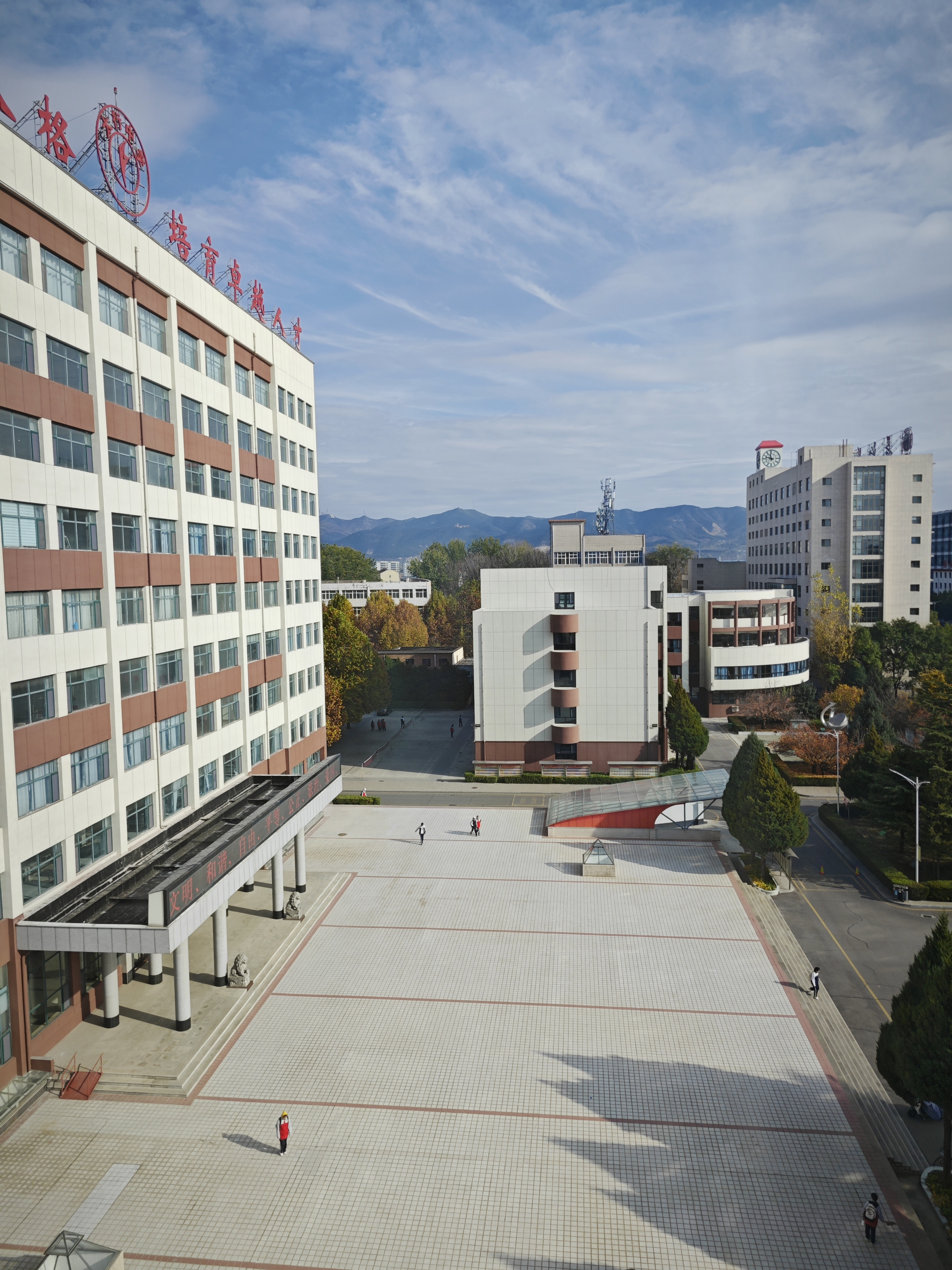
从铭志楼五层向东侧拍摄，照片中从左向右分别为铭德楼、逸夫楼与长治学院教学楼（2024年11月）

学校现有一栋六层高的教学楼（铭志楼），一栋九层高的中心办公楼（铭德楼），以及一栋四层高的科技楼（逸夫楼）。教学楼下附有地下一层停车库，供学生停放自行车，中心楼下也有地下车库，供教师停放机动车。

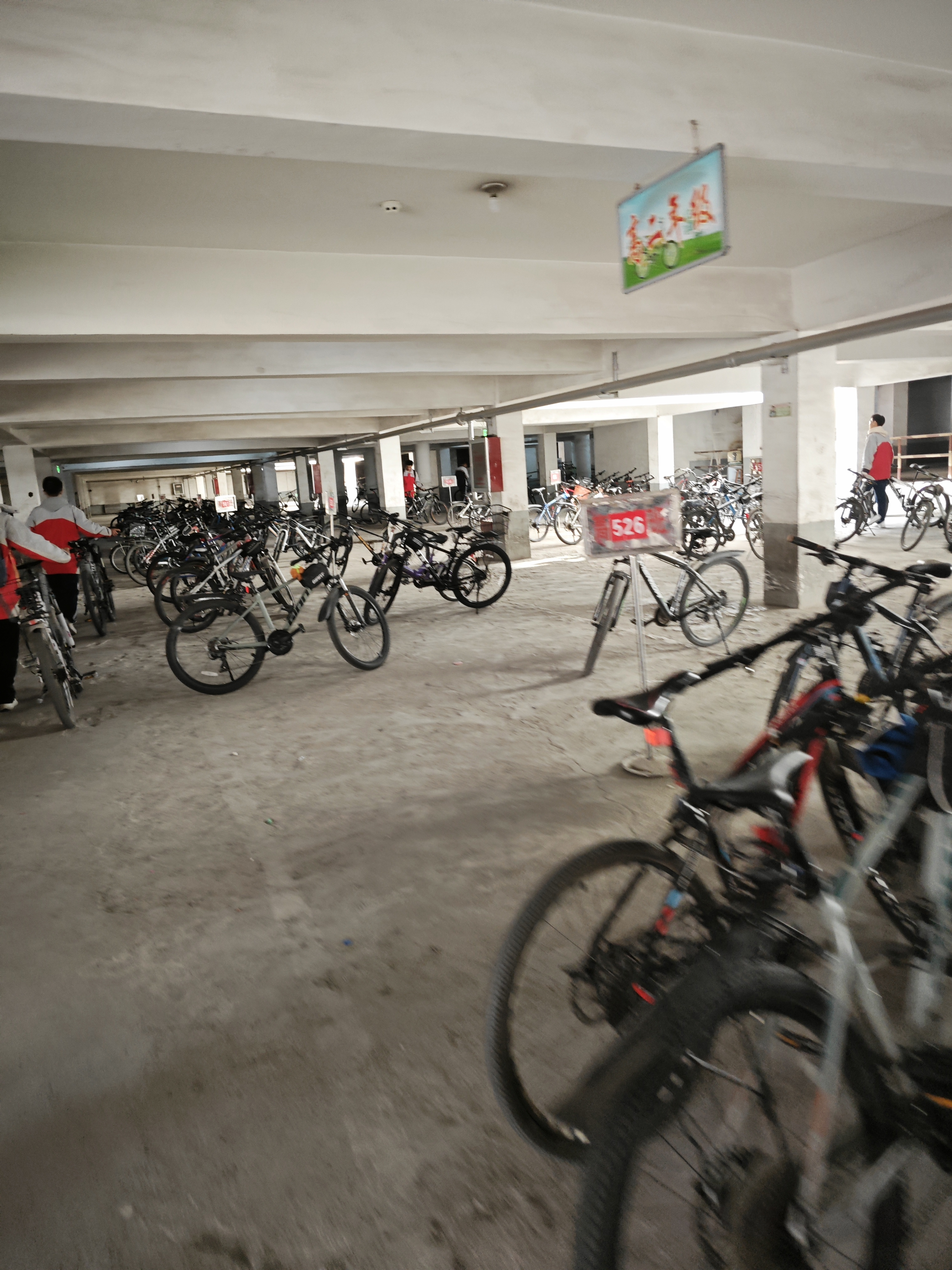
铭志楼地下自行车库（2024年11月）

学生操场位于教学楼北侧，由标准400m跑道围成。篮球场则位于操场东侧，在篮球场旁同时有室外乒乓球桌。每年5月太行中学春季运动会将于操场和篮球场举办。

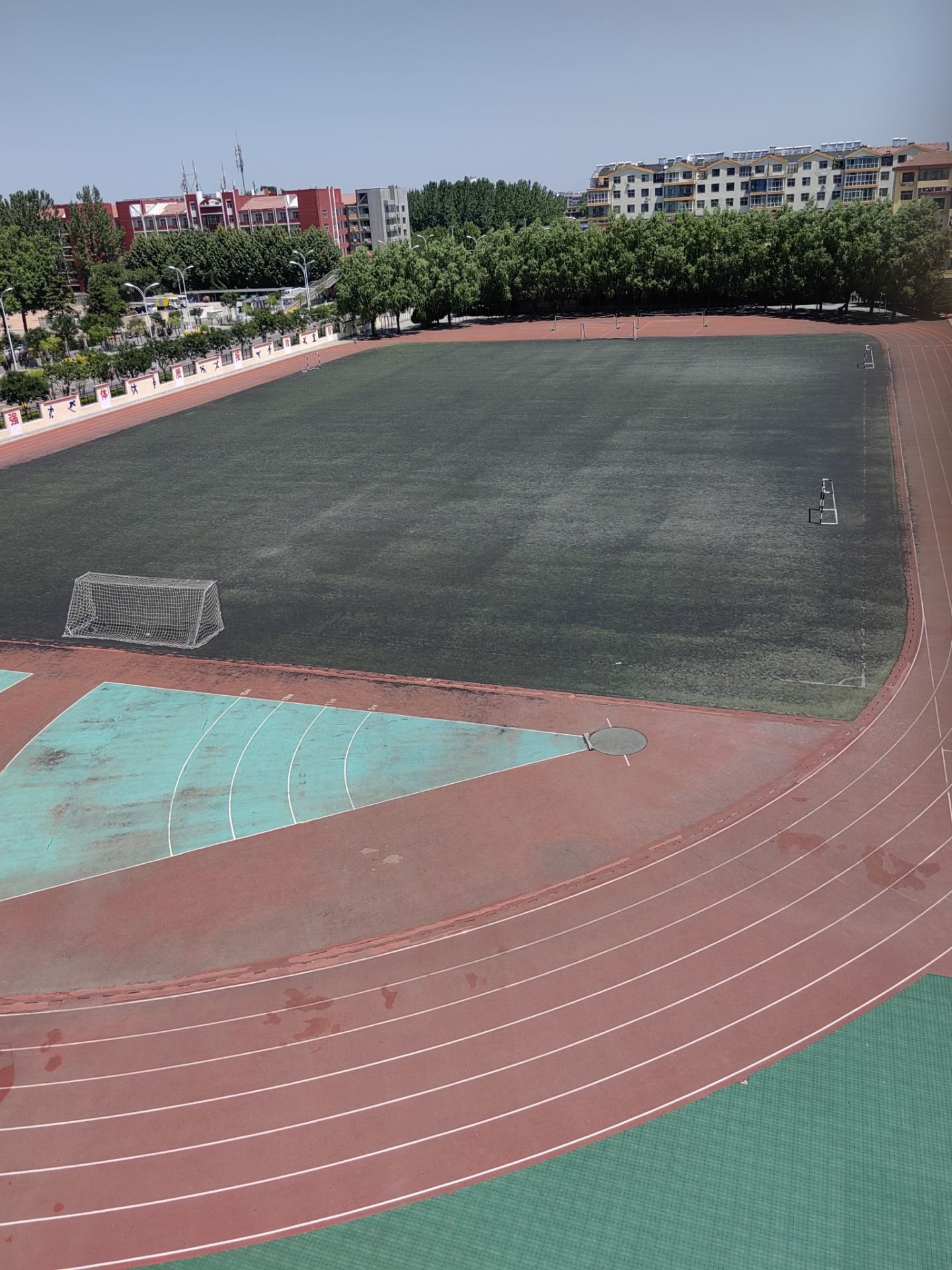
从铭志楼五层拍摄的太行中学操场（2023年6月）

学生食堂与室内体育场位于篮球场北侧。学生食堂位于一楼，可使用支付宝刷脸消费。室内体育场位于二楼，一般情况下不开放，内有乒乓球桌，排球网等体育器材。每年9月太行中学文化节将于室内体育场开幕，每年12月太行中学新年晚会也将在室内体育场举办。
学生宿舍分为三栋，位于食堂东侧。由北往南依次为单间宿舍楼、男生宿舍楼、女生宿舍楼。
学生宿舍与逸夫楼间设有学生澡堂与室外排球网。

## 校训·办学理念
- 校训：立德，立志，笃学，笃行
- 办学理念：塑造完美人格，培育卓越人才
- 原办学理念（晋东南师专附中时期）：创一流教育，办特色附中

## 历届校长
- 郑云萍（1962年-1973年）
- 史海泉（1984年-1989年）
- 秦全金（1991年-1992年）
- 刘怀珠（1992年-1995年）
- 李长轩（1995年-2000年）
- 王建平（2000年-2016年）
- 曹江波（2016年-2023年）
- 李大鹏（2024年-）

## 杰出校友
- 谌阳平[註 1]（2021年度亚太物理学会联合会-亚太理论物理中心“杨振宁奖”获得者[5]）
- 冯俊兰（中国移动集团级首席科学家，人工智能与智慧运营中心总经理）